# MacMullin Lake
MacMullin Lake är en sjö i Kanada.   Den ligger i provinsen Nova Scotia, i den östra delen av landet, 1 200 km öster om huvudstaden Ottawa. MacMullin Lake ligger 67 meter över havet. Den ligger på ön Kap Bretonön. MacMullin Lake ligger vid sjöarna  Belle Lake och Little MacLeod Lake.
I omgivningarna runt MacMullin Lake växer i huvudsak blandskog. Runt MacMullin Lake är det ganska glesbefolkat, med 34 invånare per kvadratkilometer.